# SN 2005ci
SN 2005ci – supernowa typu II odkryta 10 czerwca 2005 roku w galaktyce NGC 5682. W momencie odkrycia miała maksymalną jasność 18,50m.